# Marathon de Tokyo 2020
Navigation
Édition précédente Édition suivante
Le Marathon de Tokyo 2020 (en japonais : 東京マラソン 2020) est la 14e édition du Marathon de Tokyo qui a lieu le 1er mars 2020. C’est le premier des World Marathon Majors de l’année.

## Faits marquants
- La compétition n'est pas ouverte pour la catégorie amateurs en raison de la pandémie de Covid-19 au Japon[1].
- Birhanu Legese remporte cette compétition pour la deuxième fois consécutive.